# (2541) Edebono
(2541) Edebono es un asteroide perteneciente al cinturón de asteroides, descubierto el 27 de febrero de 1973 por Luboš Kohoutek desde el Observatorio de Hamburgo-Bergedorf, Hamburgo, Alemania.

## Designación y nombre
Designado provisionalmente como 1973 DE. Fue nombrado Edebono en honor a Edward de Bono psicólogo maltés.